# Роман Володимирович
Рома́н Володи́мирович (?—6 січня 1119) — четвертий син Володимира Мономаха та його першої дружини Гіти, дочки англійського короля Гарольда II Ґодвінсона. Князь волинський (1118—1119). Від 1114 року зять перемишльського князя Володаря Ростиславича.

## Біографія
11 вересня 1114 року одружився з дочкою перемиського князя Володаря Ростиславича.
1117 року виник конфлікт між батьком Романа Володимиром Мономахом та волинським князем Ярославом Святополковичем. Наступного року Мономах, об'єднавшись із галицькими Ростиславичами, вигнав Ярослава з Володимира і посадив на його місце Романа. Але на початку 1119 року Роман помер, і володимирський стіл зайняв брат Романа — Андрій Добрий.